# Antiphonale Missarum Sextuplex
L'Antiphonale Missarum Sextuplex è la raccolta dei sei più importanti ed antichi manoscritti contenenti i canti della Messa, pubblicata da dom Renè-Jean Hesbert, monaco di Solesmes, nel 1935.

Il termine antifonale può trarre in inganno: si tratta di un antiphonale missarum, il nome con il quale si designava anticamente il libro che oggi si chiama graduale. Non è quindi un antiphonale officii, ciò che si chiama oggi antifonale designando il libro con i canti dell'Ufficio.
I manoscritti sono i seguenti:
1. M (Modoetiensis), Cantatorium di Monza, II terzo del IX secolo;
2. R (Rhenaugensis), Graduale di Rheinau, verso l'800;
3. B (Blandiniensis), Graduale di Mont-Blandin, VIII - IX secolo;
4. C (Compendiensis), Graduale di Compiègne, II metà del IX secolo;
5. K (Corbiensis), Graduale di Corbie, dopo l'853;
6. S (Silvanectensis), Graduale di Senlis, fine IX secolo.

È un testo fondamentale per chi si occupa di storia della liturgia e di canto gregoriano: l'importanza di questi codici, raccolti, presentati e trascritti su sei colonne sotto forma di sinossi, consiste nel fatto che permette di risalire e di conoscere la tradizione primitiva ed il repertorio originale del canto gregoriano, di seguirne l'evoluzione e talvolta di datarne le innovazioni. Correttamente si dice che un brano di canto è autentico, che fa parte del vecchio fondo gregoriano, quando il suo testo compare nei manoscritti del Sextuplex.
Si tratta di codici che contengono solo i testi dei canti, la melodia non vi è trascritta perché la notazione musicale non era ancora stata adottata (i primi codici notati sono datati al X secolo) e le melodie venivano tramandate a memoria dai cantori. Soltanto il Graduale di Corbie (K) su alcuni pezzi indica in forma abbreviata il modo, fornendo un'informazione musicale più specifica.
Nel Graduale Triplex la lettera del codice è riportata all'inizio di ogni brano, ad indicare i manoscritti del Sextuplex nei quali il testo del brano stesso è riportato.